# Rechtsaufsicht
Die Rechtsaufsicht ist im staatlichen Organisationsrecht eine Weisungsbefugnis und die Befugnis einer hierarchisch übergeordneten Behörde, Staatsaufsicht durch Überprüfung der Rechtmäßigkeit ausüben zu dürfen.

## Allgemeines
Im Verwaltungsorganisationsrecht unterscheidet man zwischen Dienst-, Fach- und Rechtsaufsicht. Diese drei Formen werden von ranghöheren Behörden gegenüber rangniederen ausgeübt. Über- und Unterordnung liegt vor, wenn eine Behörde mit Weisungs- und Anordnungsbefugnissen ausgestattet ist (übergeordnete Behörde) und andere Behörden zu einem Handeln oder Unterlassen zwingen kann (untergeordnete Behörde). Dieses Subordinationsverhältnis bildet die Grundlage für die Wahrnehmung der Rechtsaufsicht. Sie hat die Aufgabe, die Erfüllung der gesetzlich festgelegten öffentlichen Aufgaben und Verpflichtungen der Behörden sowie die Gesetz- und Rechtmäßigkeit ihrer Verwaltungstätigkeit zu überwachen und die Einhaltung der Bestimmungen des materiellen Rechts zu kontrollieren. Zu letzterem gehört auch die Ermessenskontrolle im Sinne der rechtmäßigen Handhabung von Ermessensspielräumen (§ 40 VwVfG). Hier prüft die Aufsichtsbehörde allerdings ähnlich dem Verwaltungsgericht (§ 114 Satz 1 VwGO) nur, ob eine Ermessensüberschreitung oder ein Ermessensfehlgebrauch vorliegt, was der Fall sein kann, wenn die nachgeordnete Behörde selbst aufgestellte Grundsätze der Ermessensbindung verletzt hat; die Aufsichtsbehörde trifft hingegen keine eigene (neue) Ermessensentscheidung.
Nicht nur Behörden werden im Rahmen der Rechtsaufsicht auf rechtskonformes Handeln kontrolliert, sondern auch Verwaltungsträger wie Gemeinden, Gemeindeverbände oder andere juristische Personen des öffentlichen Rechts, die der Aufsicht des Bundes oder eines Landes unterliegen. Beispielsweise untersteht die Industrie- und Handelskammer der Rechtsaufsicht des Wirtschaftsministeriums des zuständigen Landes.

## Funktionen
Die Rechtsaufsicht erfüllt zwei Funktionen, und zwar die Rechtsbewahrungs- und die Schutzfunktion. Während die Rechtsbewahrungsfunktion die gesetzeskonforme Erfüllung öffentlicher Aufgaben betrifft und eine repressive Aufsicht darstellt, wird die Schutzfunktion als präventive Aufsicht durch Beratung und Kommunikation wahrgenommen und soll repressives Eingreifen verhindern. Ein Eingreifen wird erforderlich, wenn behördliche Maßnahmen nicht mit dem geltenden Recht übereinstimmen. Das geltende Recht umfasst sämtliche öffentlich-rechtliche Normen einschließlich öffentlich-rechtlicher Verträge und Rechtsnormen der Behörden. Vorrang genießt generell die Fachaufsicht; dort, wo sie stattfindet, muss sie neben der Zweckmäßigkeit auch die Rechtmäßigkeit behördlichen Handelns prüfen.

## Staatliches Organisationsrecht
Rechtsaufsicht nehmen die Aufsichtsbehörden durch Beobachtung, Eingriff und Amtshilfe wahr. Dabei beobachten die Aufsichtsbehörden das Verwaltungshandeln ihnen unterstellter Behörden durch planmäßiges Sammeln und Auswerten von Informationen (etwa durch bestehende Anzeige- und Genehmigungspflichten), um hierdurch Rechtsverstöße erkennen zu können. Das Verwaltungshandeln muss in Einklang mit der gesamten Rechtsordnung stehen, so dass das Grundgesetz als Ausgangspunkt dient und alle relevanten Gesetze, Rechtsverordnungen, Satzungen, Gewohnheitsrecht und Ermessensentscheidungen zu beachten sind. Bei letzteren prüft die Rechtsaufsicht, ob Ermessensfehler vorliegen (Über- oder Unterschreitung der Ermessensspielräume und Ermessensfehlgebrauch). Stellt sie Rechtsverstöße fest, entscheidet sie nach pflichtgemäßem Ermessen über ein Einschreiten. Das geschieht durch Beanstandung etwa von fehlerhaften Verwaltungsakten. Die Beanstandung ist die Feststellung der Rechtswidrigkeit, die jedoch die entstandene Außenwirkung von Verwaltungsakten zunächst nicht berührt. Weist die Aufsichtsbehörde die erlassende Behörde jedoch an, einen rechtswidrigen Verwaltungsakt zu ändern oder zurückzunehmen, selbst wenn er unanfechtbar geworden ist (§ 48 Abs. 1 Satz 1 VwVfG), kommt es auch zur Außenwirkung. Rechtswidrige begünstigende Verwaltungsakte können nach den Grundsätzen des allgemeinen Verwaltungsrechts zurückgenommen werden. Ausnahmen bilden Verwaltungsakte mit Geldleistung oder teilbarer Sachleistung, die unter bestimmten Voraussetzungen nicht zurückgenommen werden können. Kommt die beaufsichtigte Behörde dem aufsichtsrechtlichen Aufhebungsverlangen nicht nach, kann die Rechtsaufsicht eine Ersatzvornahme durchführen.

## Einzelfälle
Der öffentlich-rechtliche Rundfunk ist nach einem Urteil des Bundesverfassungsgerichts (BVerfG) vom Februar 1961 (1. Rundfunk-Urteil) „dem staatlichen Einfluss entzogen oder höchstens einer beschränkten staatlichen Rechtsaufsicht unterworfen“. Sie ist für einige Rundfunkanstalten ausdrücklich vorgesehen (etwa § 54 WDR-Gesetz) und dem zuständigen Ministerpräsidenten vorbehalten. Auch alle Landesmedienanstalten sind nach den Landesmediengesetzen einer beschränkten Rechtsaufsicht unterworfen, eine Fachaufsicht ist wegen des Gebots der Staatsferne bei beiden ausgeschlossen. Eine Rechtsaufsicht beschränkt sich auf die Einhaltung der jeweiligen Landesrundfunkgesetze und Rundfunkstaatsverträge. Die hierin enthaltenen Programmgrundsätze sind jedoch der Rechtsaufsicht entzogen, weil dies eine staatliche Einflussnahme auf Auswahl, Inhalt und Ausgestaltung bedeuten und damit dem Recht der Pressefreiheit nach Art. 5 Abs. 1 Satz 2 GG widersprechen würde.
Die Bundesanstalt für Finanzdienstleistungsaufsicht untersteht der Rechts- und Fachaufsicht des Bundesministeriums der Finanzen (§ 2 FinDAG). Es übt zwar gegenüber Kreditinstituten, Versicherungen und anderen Finanzdienstleistungsinstituten eine Aufsichtsfunktion aus, doch ähnelt diese öffentlich-rechtliche Bankenaufsicht eher der Fachaufsicht und ist keine Staatsaufsicht. Die Berechtigung zur Bankenaufsicht ergibt sich aus § 6 Abs. 1 KWG, wobei die Bundesanstalt nach § 6 Abs. 3 KWG auch Anordnungen treffen kann. Nur für öffentlich-rechtliche Kreditinstitute besteht – wegen ihres öffentlich-rechtlichen Status – eine staatliche Rechtsaufsicht, die bei Sparkassen und Landesbanken von den Ländern wahrgenommen wird.
Nach § 119 GemO BW ist die Rechtsaufsichtsbehörde von Gemeinden das Landratsamt als untere Verwaltungsbehörde, für Stadtkreise und große Kreisstädte das Regierungspräsidium, obere Rechtsaufsichtsbehörde ist für alle Gemeinden das Regierungspräsidium, oberste Rechtsaufsichtsbehörde ist das Innenministerium. Diese Kommunalaufsicht ist auf die Rechtsaufsicht beschränkt, so dass ein bloß unzweckmäßiges kommunales Handeln unbeachtlich ist, solange die Rechtmäßigkeit eingehalten bleibt. Verstößt zum Beispiel eine erteilte Baugenehmigung gegen das in § 36 Abs. 1 Satz 1 BauGB normierte kommunale Beteiligungsrecht, führt allein diese Missachtung des gesetzlich gewährleisteten Rechts der Gemeinde auf Einvernehmen zur Aufhebung der Baugenehmigung durch die Kommunalaufsicht.
Öffentlich-rechtliche Religionsgesellschaften und Weltanschauungsgemeinschaften unterliegen entgegen der früher vertretenen Korrelatentheorie keiner Rechtsaufsicht. Wegen der Trennung von Staat und Kirche sind sie keine staatlichen Selbstverwaltungskörperschaften.

## International
In Österreich wird die staatliche Aufsicht durch Rechtsaufsicht und Sachaufsicht (in Deutschland: Fachaufsicht) betrieben. Die Aufsicht über Gemeinden wird in Rechtsaufsicht und Gebarungskontrolle aufgeteilt. Unter letzterer wird das Recht auf Überprüfung der gesamten Gebarung der Gemeinde einschließlich ihrer Anstalten, Betriebe und Unternehmungen auf Sparsamkeit, Wirtschaftlichkeit und Zweckmäßigkeit verstanden. In der Schweiz gibt es keine Rechtsaufsicht der Kantone über die Gemeinden, sie stehen vielmehr unter Rechtsaufsicht des Staatsrates. Die Aufsicht des Bundes über die Rundfunkveranstalter ist in der Schweiz Rechtsaufsicht und stellt sicher, dass der öffentliche Dienst in gesetzes- und konzessionsgemäßer Weise erfüllt wird.